# Mario Di Sora
| 39864 Poggiali          | 26 gennaio 1998 |
| 102211 Angelofaggiano   | 1 ottobre 1999  |
| 103015 Gianfrancomarcon | 8 dicembre 1999 |
| 121019 Minodamato       | 20 gennaio 1999 |
| 129882 Ustica           | 1 ottobre 1999  |
| 212176 Fabriziospaziani | 8 aprile 2005   |
| 215970 Campidoglio      | 28 agosto 2005  |

Mario Di Sora (Roma, 12 aprile 1961) è un astronomo amatoriale italiano di professione avvocato penalista.

## Biografia
Ideatore e fondatore, nel biennio 1982/83, dell'Osservatorio Astronomico di Campo Catino e Direttore dello stesso dal 1987. È stato Presidente dell'Unione Astrofili Italiani dal 2010 al 2019. Come Presidente della sezione italiana dell'International Dark-Sky Association si occupa, dal 1998, della lotta all'inquinamento luminoso sia al livello legislativo che tecnico-amministrativo.
Il Minor Planet Center gli accredita la scoperta di sei asteroidi, effettuate tra il 1998 e il 2005, tutte in collaborazione con Franco Mallia.
Ha curato la regia di tre documentari scientifici editi dall'OACC con il contributo della Regione Lazio (Occhi al cielo, I giganti di Atacama e Contatto Cosmico). Nel 2009 ha pubblicato il libro "L'inquinamento luminoso", con prefazione di Margherita Hack, per i tipi della Gremese.
Gli è stato dedicato l'asteroide 21999 Disora.